# Binsey
Binsey est un village de l'Oxfordshire, en Angleterre. Il est situé au cœur du comté, dans la vallée de la Tamise, à 2,5 km au nord-ouest du centre-ville d'Oxford. Administrativement, il relève du borough non métropolitain de la Cité d'Oxford.
L'église paroissiale de Binsey, dédiée à sainte Marguerite, remonte au XIIe siècle. Elle est monument classé de grade I depuis 1954. Près de l'église se trouve une fontaine miraculeuse, elle-même monument classé de grade II, qui est associée à la légende de sainte Frithuswith. Cette fontaine est appelée localement « treacle mine », treacle étant employé dans son sens médiéval « baume, onguent guérisseur ». Lewis Carroll s'en serait inspiré pour le « treacle well » (« puits à mélasse ») mentionné dans son roman Les Aventures d'Alice au pays des merveilles.
Le village de Binsey est également immortalisé dans le poème Binsey Poplars, « Les peupliers de Binsey », écrit en 1879 par le poète Gerard Manley Hopkins après l'abattage d'une rangée de peupliers plantés près de la Tamise.